# Panique sous les Tropiques

Panique sous les Tropiques (The Paradise Virus) est un téléfilm américain réalisé par Brian Trenchard-Smith et diffusé en 2003 à la télévision.

## Synopsis
Un virus infecte sur une ile.

## Fiche technique
- Scénario : Peter Layton
- Durée : 96 min
- Pays :  États-Unis
- genre : suspense

## Distribution
- Lorenzo Lamas (VF : Vincent Violette) : Paul Johnson
- Melody Thomas Scott : Linda Flemming
- Ralf Moeller (VF : Joël Martineau) : Joseph
- David Millbern : John Nevison
- Gregory Wooddell (VF : Benoît Du Pac) : William Flemming
- Kristen Swieconek : Kathy Johnson
- Jessica Steen (VF : Céline Monsarrat) : Susan Holme
- Kimberly Huie (VF : Maïk Darah) : Dr Delia
- Clint Jung : Frye
- Arthur Smith : Poppy
- Dennis Banes : Banes
- Montel Archibald : Tourist Official
- Tanecia Hall : Featured Vocalist